# Wahlenbergia
Wahlenbergia är ett släkte av klockväxter. Wahlenbergia ingår i familjen klockväxter.

## Bildgalleri

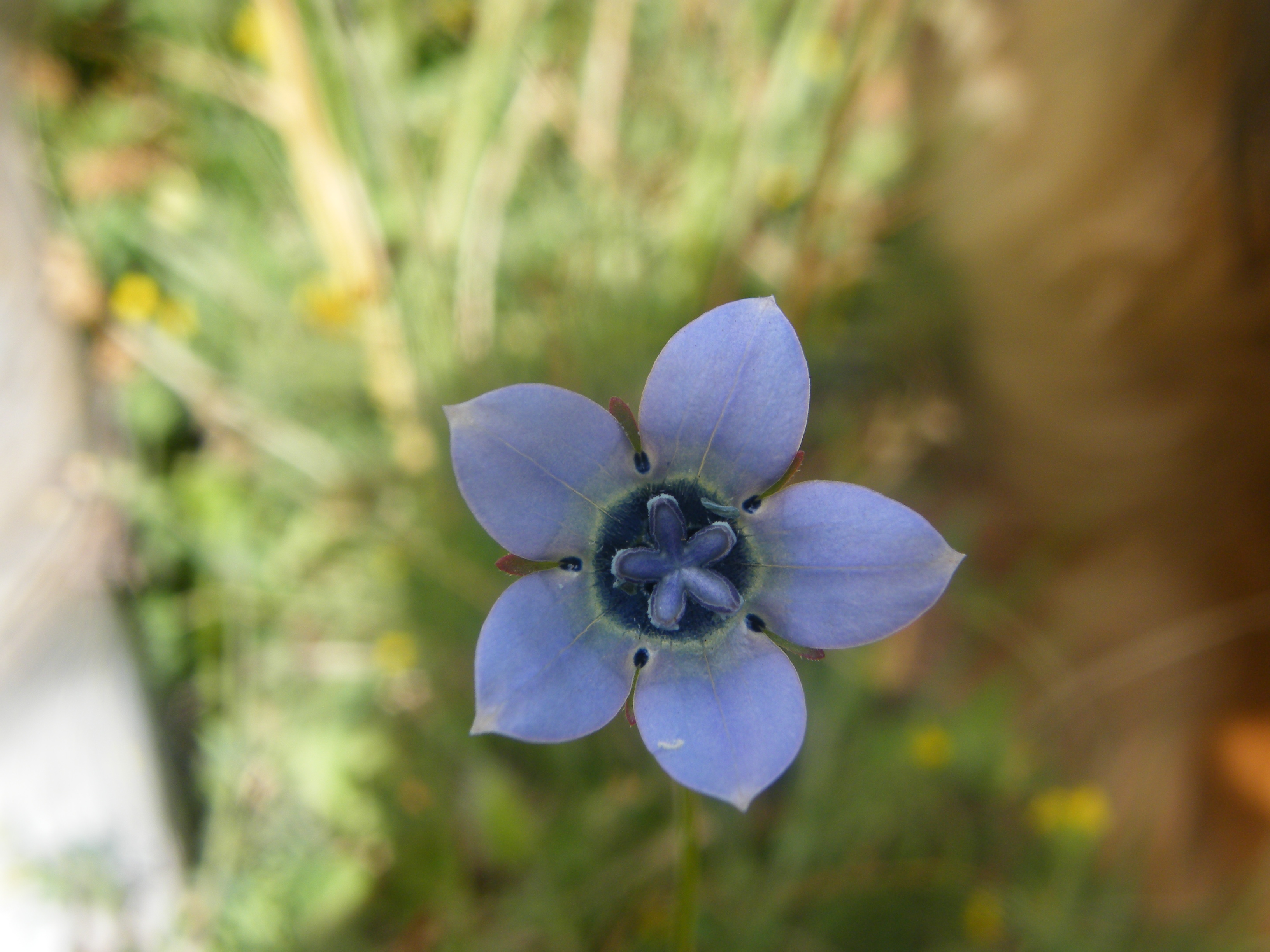

## Dottertaxa tillWahlenbergia, i alfabetisk ordning[1]
- Wahlenbergia abyssinica
- Wahlenbergia acaulis
- Wahlenbergia acicularis
- Wahlenbergia acuminata
- Wahlenbergia adamsonii
- Wahlenbergia adpressa
- Wahlenbergia akaroa
- Wahlenbergia albens
- Wahlenbergia albicaulis
- Wahlenbergia albomarginata
- Wahlenbergia androsacea
- Wahlenbergia angustifolia
- Wahlenbergia annua
- Wahlenbergia annularis
- Wahlenbergia annuliformis
- Wahlenbergia appressifolia
- Wahlenbergia arcta
- Wahlenbergia aridicola
- Wahlenbergia asparagoides
- Wahlenbergia asperifolia
- Wahlenbergia axillaris
- Wahlenbergia banksiana
- Wahlenbergia bernardii
- Wahlenbergia berteroi
- Wahlenbergia bolusiana
- Wahlenbergia bowkeriae
- Wahlenbergia brachiata
- Wahlenbergia brachycarpa
- Wahlenbergia brachyphylla
- Wahlenbergia brasiliensis
- Wahlenbergia brehmeri
- Wahlenbergia brevisquamifolia
- Wahlenbergia buseriana
- Wahlenbergia calcarea
- Wahlenbergia calycina
- Wahlenbergia campanuloides
- Wahlenbergia candolleana
- Wahlenbergia candollei
- Wahlenbergia capensis
- Wahlenbergia capillacea
- Wahlenbergia capillaris
- Wahlenbergia capillata
- Wahlenbergia capillifolia
- Wahlenbergia capitata
- Wahlenbergia cartilaginea
- Wahlenbergia caryophylloides
- Wahlenbergia celata
- Wahlenbergia cephalodina
- Wahlenbergia ceracea
- Wahlenbergia cerastioides
- Wahlenbergia cernua
- Wahlenbergia cinerea
- Wahlenbergia clavata
- Wahlenbergia collomioides
- Wahlenbergia compacta
- Wahlenbergia confusa
- Wahlenbergia congesta
- Wahlenbergia congestifolia
- Wahlenbergia constricta
- Wahlenbergia cooperi
- Wahlenbergia cordata
- Wahlenbergia costata
- Wahlenbergia cuspidata
- Wahlenbergia debilis
- Wahlenbergia decipiens
- Wahlenbergia densicaulis
- Wahlenbergia densifolia
- Wahlenbergia dentata
- Wahlenbergia denticulata
- Wahlenbergia denudata
- Wahlenbergia depressa
- Wahlenbergia desmantha
- Wahlenbergia dichotoma
- Wahlenbergia dieterlenii
- Wahlenbergia dilatata
- Wahlenbergia distincta
- Wahlenbergia divergens
- Wahlenbergia doleritica
- Wahlenbergia dunantii
- Wahlenbergia ecklonii
- Wahlenbergia effusa
- Wahlenbergia epacridea
- Wahlenbergia erecta
- Wahlenbergia ericoidella
- Wahlenbergia erophiloides
- Wahlenbergia exilis
- Wahlenbergia fasciculata
- Wahlenbergia fernandeziana
- Wahlenbergia filipes
- Wahlenbergia fistulosa
- Wahlenbergia flexuosa
- Wahlenbergia floribunda
- Wahlenbergia fluminalis
- Wahlenbergia fruticosa
- Wahlenbergia galpiniae
- Wahlenbergia glabra
- Wahlenbergia glandulifera
- Wahlenbergia globularis
- Wahlenbergia gloriosa
- Wahlenbergia gracilenta
- Wahlenbergia gracilis
- Wahlenbergia grahamiae
- Wahlenbergia grandiflora
- Wahlenbergia graniticola
- Wahlenbergia hederacea
- Wahlenbergia hirsuta
- Wahlenbergia hookeri
- Wahlenbergia humbertii
- Wahlenbergia huttonii
- Wahlenbergia ingrata
- Wahlenbergia insulae-howei
- Wahlenbergia intermedia
- Wahlenbergia islensis
- Wahlenbergia juncea
- Wahlenbergia kowiensis
- Wahlenbergia krebsii
- Wahlenbergia lasiocarpa
- Wahlenbergia laxiflora
- Wahlenbergia levynsiae
- Wahlenbergia linarioides
- Wahlenbergia linifolia
- Wahlenbergia littoralis
- Wahlenbergia littoricola
- Wahlenbergia lobelioides
- Wahlenbergia lobulata
- Wahlenbergia longifolia
- Wahlenbergia longisquamifolia
- Wahlenbergia luteola
- Wahlenbergia lycopodioides
- Wahlenbergia macrostachys
- Wahlenbergia madagascariensis
- Wahlenbergia magaliesbergensis
- Wahlenbergia malaissei
- Wahlenbergia marginata
- Wahlenbergia marunguensis
- Wahlenbergia masafuerae
- Wahlenbergia massonii
- Wahlenbergia matthewsii
- Wahlenbergia meyeri
- Wahlenbergia microphylla
- Wahlenbergia minuta
- Wahlenbergia mollis
- Wahlenbergia multicaulis
- Wahlenbergia namaquana
- Wahlenbergia nana
- Wahlenbergia napiformis
- Wahlenbergia neorigida
- Wahlenbergia neostricta
- Wahlenbergia nodosa
- Wahlenbergia obovata
- Wahlenbergia oligantha
- Wahlenbergia oligotricha
- Wahlenbergia oocarpa
- Wahlenbergia orae
- Wahlenbergia oxyphylla
- Wahlenbergia pallidiflora
- Wahlenbergia paludicola
- Wahlenbergia paniculata
- Wahlenbergia papuana
- Wahlenbergia parvifolia
- Wahlenbergia patula
- Wahlenbergia paucidentata
- Wahlenbergia pauciflora
- Wahlenbergia peduncularis
- Wahlenbergia perrieri
- Wahlenbergia perrottetii
- Wahlenbergia persimilis
- Wahlenbergia peruviana
- Wahlenbergia petraea
- Wahlenbergia pilosa
- Wahlenbergia pinifolia
- Wahlenbergia pinnata
- Wahlenbergia planiflora
- Wahlenbergia polyantha
- Wahlenbergia polycephala
- Wahlenbergia polyclada
- Wahlenbergia polyphylla
- Wahlenbergia polytrichifolia
- Wahlenbergia preissii
- Wahlenbergia procumbens
- Wahlenbergia prostrata
- Wahlenbergia psammophila
- Wahlenbergia pseudoandrosacea
- Wahlenbergia pseudoinhambanensis
- Wahlenbergia pseudonudicaulis
- Wahlenbergia pulchella
- Wahlenbergia pulvillus-gigantis
- Wahlenbergia pusilla
- Wahlenbergia pygmaea
- Wahlenbergia pyrophila
- Wahlenbergia quadrifida
- Wahlenbergia queenslandica
- Wahlenbergia ramifera
- Wahlenbergia ramosa
- Wahlenbergia ramosissima
- Wahlenbergia rara
- Wahlenbergia rhytidosperma
- Wahlenbergia riversdalensis
- Wahlenbergia rivularis
- Wahlenbergia roelliflora
- Wahlenbergia roxburghii
- Wahlenbergia rubens
- Wahlenbergia rubioides
- Wahlenbergia rupestris
- Wahlenbergia rupicola
- Wahlenbergia saxicola
- Wahlenbergia schistacea
- Wahlenbergia schlechteri
- Wahlenbergia schwackeana
- Wahlenbergia scopella
- Wahlenbergia scopulicola
- Wahlenbergia scottii
- Wahlenbergia serpentina
- Wahlenbergia sessiliflora
- Wahlenbergia silenoides
- Wahlenbergia sonderi
- Wahlenbergia songeana
- Wahlenbergia sphaerica
- Wahlenbergia squamifolia
- Wahlenbergia squarrosa
- Wahlenbergia stellarioides
- Wahlenbergia stricta
- Wahlenbergia subaphylla
- Wahlenbergia subfusiformis
- Wahlenbergia subpilosa
- Wahlenbergia subrosulata
- Wahlenbergia subtilis
- Wahlenbergia subulata
- Wahlenbergia subumbellata
- Wahlenbergia telfordii
- Wahlenbergia tenella
- Wahlenbergia tenerrima
- Wahlenbergia tenuiloba
- Wahlenbergia tenuis
- Wahlenbergia tetramera
- Wahlenbergia thulinii
- Wahlenbergia thunbergiana
- Wahlenbergia thunbergii
- Wahlenbergia tibestica
- Wahlenbergia tomentosula
- Wahlenbergia tortilis
- Wahlenbergia transvaalensis
- Wahlenbergia tsaratananae
- Wahlenbergia tuberosa
- Wahlenbergia tumida
- Wahlenbergia tumidifructa
- Wahlenbergia umbellata
- Wahlenbergia undulata
- Wahlenbergia unidentata
- Wahlenbergia upembensis
- Wahlenbergia urcosensis
- Wahlenbergia welwitschii
- Wahlenbergia verbascoides
- Wahlenbergia vernicosa
- Wahlenbergia victoriensis
- Wahlenbergia violacea
- Wahlenbergia virgata
- Wahlenbergia virgulta
- Wahlenbergia wittei
- Wahlenbergia wyleyana